# Старков, Олег Николаевич
Олег Николаевич Старков (род. 2 июля 1963) — советский и датский хоккеист, нападающий. Мастер спорта СССР.

## Биография
Воспитанник свердловской «Юности». В сезоне 1979/80 играл за команду второй лиги «Колос» (Каргаполье). В следующем сезоне дебютировал в командк первой лиги «Автомобилист» Свердловск. С 1982 года проходил армейскую службу в составе ЦСКА. Вернувшись в 1983 году в «Автомобилист», провёл за клуб восемь сезонов. Следующие девять сезонов отыграл за датский «Эсбьерг».
Чемпион Европы среди юниорских команд 1981. Чемпион мира среди молодёжных команд 1983.
Обладатель Кубка Дании (1992, 1993). Чемпион Дании (1993, 1996).
Сын Кирилл также хоккеист.